# Mario Gas
Pour les articles homonymes, voir Gas.
Mario Gas, né le 5 février 1947 à Montevideo, est un acteur, réalisateur, metteur en scène et scénariste uruguayen naturalisé espagnol. Entre 2004 et 2012, il a été directeur du Teatro Español de Madrid.

## Biographie

### Jeunesse et vie privée
Mario Gas Cabré naît à Montevideo lors d'une tournée musicale en Amérique du Sud de ses parents, le chanteur lyrique Manuel Gas Salvador (es) et la danseuse de ballet lyrique Anna Cabré. Son oncle était le torero et acteur Mario Cabré, et son frère le compositeur et musicien Manuel Gas Cabré (ca), décédé en 2009. Il a commencé son activité dans le monde théâtral pendant son séjour à l'université, où il a abandonné ses études de droit et de philosophie à l'Université de Barcelone, commençant à la fin des années 1960 son activité de metteur en scène de théâtre, et combina cette profession avec celles d'acteur de cinéma, de théâtre et de télévision, ainsi que responsable culturel et artistique ; Il est même allé jusqu'à tenir e rôle de chef décorateur ou chef costumier dans certaines de ses œuvres, et à suivre des cours d'interprétaton et de critique théâtrale.
Depuis l'âge de 18 ans, il vit entre Madrid et Barcelone. Au cours de la seconde moitié des années 1960, il forme des troupes de théâtre indépendantes et universitaires, ce qui contribue à définir sa carrière d'acteur, de metteur en scène, de directeur culturel et de directeur artistique.
Il est marié à l'actrice Vicky Peña, avec qui il a deux enfants, l'actrice Miranda Gas Peña (eu) et le musicien Orestes Gas Peña.

### Carrière
Au cours de sa carrière, Mario Gas a mis en scène plus de cinquante pièces de théâtre. Il a également assuré la mise en scène de productions d'opéra telles que La traviata et Un ballo in maschera de Giuseppe Verdi, Madame Butterfly de Giacomo Puccini et L'elisir d'amore de Gaetano Donizetti,,.
En tant qu'acteur de cinéma, il a tourné plus de trente films, avec des réalisateurs tels que Jaime Camino, Vicente Aranda, Bigas Luna, Luis García Berlanga, Félix Rotaeta, Ventura Pons et Josep Maria Forn. Il s'est également distingué tout au long de sa carrière en tant qu'artiste de doublage, étant la voix régulière en espagnol d'acteurs tels que Geoffrey Rush, Bill Nighy, John Malkovich, Mel Gibson ou Ben Kingsley, entre autres dans Gandhi et La Liste de Schindler.
En 1996, il a reçu le Premio Nacional de Teatro de Cataluña (es), décerné par la Généralité de Catalogne, pour sa pièce Sweeney Todd. En 1998, il reçoit le Premio Ciudad de Barcelona (es) pour les arts de la scène pour ses pièces Guys and Dolls et La Reine de beauté de Leenane. En 1999, il reçoit le Premios Butaca (es) de la meilleure mise en scène de théâtre pour La Reine de beauté de Leenane.
En 2004, il a été nommé directeur du Teatro Español de Madrid, un théâtre municipal. En septembre 2006, il est impliqué dans une controverse concernant la programmation de Lorca eran todos de Pepe Rubianes, sur le poète et dramaturge Federico García Lorca, dans le cadre d'un cycle d'hommages au poète grenadin, au Teatro Español. La pièce a finalement été retirée par Rubianes lui-même (« Je ne veux pas nuire à Mario »), mais pas avant que Mario Gas n'envisage de démissionner en raison des événements, une démission qui n'a finalement pas eu lieu. Gas avait le soutien du monde de la culture.3 En 2012, il a quitté son poste de directeur du Teatro Español.
Au cours de l'été 2009, il a reçu (ex aequo avec la basse italienne Roberto Scandiuzzi) à Santander le II Premio La Barraca 2008, pour les activités scéniques, décerné par l'Université internationale Menéndez Pelayo (UIMP).
En 2014, il a joué le personnage principal dans Jules César de William Shakespeare, ainsi que le rôle principal dans Le Long Voyage vers la nuit d'Eugene O'Neill.
Mario Gas est récompensé en 2022 de la Médaille d'or du mérite des beaux-arts, décernée par le Ministère de l'Éducation, de la Culture et des Sports espagnol.

## Filmographie

### Réalisateur
- 1975 : Tango (court métrage)
- 1987 : La ronda (téléfilm)
- 1993 : El temps i els Conway (téléfilm)
- 1998 : El pianista

### Scénariste
- 1988 : El placer de matar de Félix Rotaeta

### Acteur de cinéma
- 1977 : Je veux être femme (Cambio de sexo) de Vicente Aranda
- 1992 : El largo invierno de Jaime Camino
- 2000 : Adela de Eduardo Mignogna
- 2000 : Ami/Amant de Ventura Pons
- 2004 : La puta y la ballena (es) de Luis Puenzo
- 2006 : Dispersión de la luz (es) de Javier Aguirre
- 2006 : El coronel Macià de Josep Maria Forn

### Acteur de télévision
- 2012 : Série Isabel
- 2016 : Série Nit i dia (es)
- 2024 : Série HIT

### Acteur de doublage
- Voix régulière espagnole de Ben Kingsley (dans 43 films) depuis 1982.
- Voix régulière espagnole de Geoffrey Rush (dans 17 films) depuis 1998.
- Voix régulière espagnole de Bill Nighy (dans 10 films) depuis 2003.
- Voix régulière espagnole de John Malkovich (dans 8 films) depuis 1984.

## Théâtre
- 2012 : Follies, producción del Teatro Español.
- 2011 : Un tranvía llamado Deseo, producción del Teatro Español.
- 2011 : Un frágil equilibrio, de Edward Albee.
- 2008 : Las troyanas, co-producción de Festival de Mérida y Teatro Español. Versión del texto original de Eurípides, escrita por Ramón Irigoyen.
- 2008 : Sweeney Todd (reposición), Teatro Español.
- 2007 : Ascensión y caída de la ciudad de Mahagonny, de Bertolt Brecht.
- 2007 : Homebody/Kabul, de Tony Kushner.
- 2005 : A Electra le sienta bien el luto, de Eugene O'Neill.
- 2003 : Zona zero, de Neil LaBute.
- 2002 : El sueño de un hombre ridículo, de Fiodor Dostoievski.
- 2002 : Las criadas, de Jean Genet.
- 2001 : La Mare Coratge i els seus fills, de Bertolt Brecht. TNC
- 2001 : Lulú, de Frank Wedekind. TNC
- 2001 : The Full Monty, de Terrence McNally y David Yazbek. Teatre Novedades.
- 2000 : Top Dogs, de Urs Widmer.
- 2000 : A little night music, de Hugh Wheeler y Stephen Sondheim. Teatre Grec.
- 2000 : Olors, de Josep Maria Benet i Jornet, TNC
- 1999 : La habitación azul, de David Hare. 1999
- 1998 : Guys & Dolls, de Loesser/Swerling/Burrows, Teatre Nacional de Catalunya.
- 1998 : Master Class, de Terrence McNally. Teatro Marquina de Madrid.
- 1998 : La reina de la bellesa de Leenane, de Martin McDonagh. La Perla Lila i Bitó Produccions. Teatre Villarroel.
- 1995 : Sweeney Todd, de Hugh Wheeler y Stephen Sondheim. CDGC/Teatre Poliorama.
- 1995 : La gata sobre el tejado de zinc, de Tennessee Williams. Teatro Principal de Valencia.
- 1995 : Martes de Carnaval, de Ramón María del Valle-Inclán. Centro Dramático Nacional.
- 1994 : Otelo de William Shakespeare. Festival Grec '94
- 1993 : Golfus de Roma, de Stephen Sondheim. Festival de Teatro Clásico de Mérida.
- 1992 : El tiempo y los Conway, de J.B. Priestley. Teatre Condal
- 1986 : La Ronda, de Arthur Schnitzler. CDGC/Teatre Romea
- 1984 : L'ópera de tres rals, de Bertolt Brecht y Kurt Weill. Centre Dramàtic de la Generalitat de Catalunya/Teatro Romea de Barcelona.
- 1968 : El adefesio, de Rafael Alberti.